# Charaxes dilutus
Charaxes dilutus é uma borboleta da família Nymphalidae. Pode ser encontrada em Uganda, Tanzânia, Malawi, República Democrática do Congo, Zâmbia e Angola. O habitat desta borboleta localiza-se em florestas sempre verdes.
As larvas alimentam-se das espécies Albizia gummifera, Albizia adianthifolia e Scutia.

## Subespécies
- Charaxes dilutus dilutus
- Charaxes dilutus amanica
- Charaxes dilutus kasitu[3]
- Charaxes dilutus ngonga

## Espécies semelhantes
- Charaxes subornatus
- Charaxes eupale
- Charaxes dilutus
- Charaxes montis
- Charaxes minor
- Charaxes schiltzei
- Charaxes schultzei
- Charaxes virescens